# Jorge Trezeguet
Jorge Ernesto Trezeguet (Morón, Buenos Aires, Argentina, 13 de mayo de 1951) es un exfutbolista argentino. Jugaba de defensor central y se desempeñó en Chacarita Juniors, Estudiantes (BA), Deportivo Italiano, Almagro, FC Rouen, entre otros. Es el padre de David Trezeguet.

## Trayectoria
Jorge Trezeguet se inició en Chacarita Juniors en 1971 y en 1973 se incorporó a Estudiantes de Buenos Aires, que jugaba en la Primera B. Además, la temporada estaba llegando a su fin y estaban avanzadas las negociaciones con Independiente. Pero en 1974 jugando para Estudiantes (BA) en la Segunda División fue sancionado por fallar un control de dopaje  con dos compañeros de equipo. Él posteriormente fue perdonado, pero su carrera desfavorablemente fue afectada según las alegaciones. Después del escándalo, Trezeguet declaró en la revista Goles: 

No sé que me pasa. Parece como si viviésemos una pesadilla. Es mucho de rabia e impotencia. Hasta dan ganas de llorar. Me cortan la carrera.
Jorge Trezeguet.

A principios de 1976 se marchó a Ruan, Francia, para jugar en el FC Rouen. Pero, al no haber obtenido aún la ciudadanía francesa, recién logró jugar en la temporada 1977/78. En 1977 regresó a la Argentina y jugó en Chacarita Juniors, Almagro, Deportivo Español, Sportivo Italiano y El Porvenir, club en el que se retiró.

## Vida personal
Trezeguet se casó con Beatriz a fines de 1975. Durante su estancia en Ruan, en octubre de 1977, nació su hijo, el futbolista David Trezeguet. Al volver a la Argentina se recibió de preparador físico y durante años trabajó al lado de Salvador Daniele, entrenador del Deportivo Morón de aquella época.
En 1995 David se fue a jugar a A. S. Mónaco y desde entonces Jorge es su representante. Actualmente, Jorge Trezeguet es observador de jugadores en Europa para la Juventus F. C..